# Himalaya
Himalaya (af sanskrit: हिमालय, himālaya, sammensat af hima ="sne" + laya ="sted", "bolig", altså ordret: "sneens bolig") er en bjergkæde i Asien. Jordens højeste bjerg, Mount Everest (8.848 m), og andre af de allerhøjeste bjerge og højtliggende søer som Pangong Tso ligger i Himalaya. Bjergkæden ligger i fem lande: Nepal, Bhutan Kina, Indien og Pakistan.
Tre af verdens største flodsystemer har deres udspring i Himalayabjergene: Indus, Ganges og Brahmaputra. Bjergkæden deler Sydasien fra Central- og Østasien.

## Historie
Himalaya er en af de yngste bjergkæder på Jorden. Bjergkæden blev skabt for omkring 30-50 millioner år siden. Forinden var Asien og Det indiske subkontinent adskilt af et hav, Tethyshavet. Den Indiske Plade kolliderede med Eurasien-pladen. Dele af pladerne og bunden af havet blev skubbet op og dannede Himalaya og det tibetanske højland.
Bjergtoppene i Himalaya øges med 50 cm pr. 100 år,[kilde mangler] på grund af den fortsatte kollision mellem de tektoniske plader, der har skabt bjergene. Samtidigt forvitres og eroderes bjergene med næsten samme hastighed som væksten. Da bjergkæden stadig stiger, er både jordskælv og jordskred almindeligt.

## Botanik
I Himalaya mødes den indo-malayiske region (i højder op til ca. 3.500 m) med den palæarktiske region (i højder over 3.500 m). I bjergkæden findes ca. 10.000 arter af dækfrøede planter, fordelt på 35 plantesamfund og seks højdezoner